# Cunha Gago
Cunha Gago foi uma importante família de bandeirantes dos primórdios da exploração dos sertões do Brasil a partir do planalto paulista, desbravando terras que são hoje o centro-sul de Minas Gerais e leste do Paraná.
O patriarca da família foi Henrique da Cunha Gago, o velho, filho de Henrique da Cunha e Filipa Vicente Gago e casado com Catarina de Uñate (Unhate), da união nasceu Antônio da Cunha Gago, o "gambeta".
Outros membros importantes da família foram:
- Bartolomeu da Cunha Gago[6]
- Simão da Cunha Gago[7]

Cunha Gago também é a denominação de uma importante rua no bairro de Pinheiros, na capital paulista.